# Miss Europe 1965

Das Palais de la Mediterranée in Nizza, Ort der Veranstaltung

Der Wettbewerb um die Miss Europe 1965 war der siebzehnte, den die Mondial Events Organisation (MEO) durchführte. Sie war von den Franzosen Roger Zeiler und Claude Berr ins Leben gerufen worden, hatte ihren Sitz in Paris und organisierte den Wettbewerb bis 2002.
Die Kandidatinnen waren in ihren Herkunftsländern von nationalen Organisationskomitees ausgewählt worden, die mit der MEO Lizenzverträge abgeschlossen hatten.
Die Veranstaltung fand am 6. Juni 1965 im Palais de la Mediterranée im südfranzösischen Nizza statt. Es gab 18 Bewerberinnen.
| Land                    | Schreibweise bei Pageantopolis | Schreibweise in der Heimatsprache   | Teilnahme an weiteren Wettbewerben                          |
| ----------------------- | ------------------------------ | ----------------------------------- | ----------------------------------------------------------- |
| Platzierungen           |                                |                                     |                                                             |
| 1. BR Deutschland       | Juliana Herm                   | Juliane Herm                        | Miss World 1964: Semifinale                                 |
| 2. Finnland             | Virpi Liisa Miettinen          | Virpi Miettinen                     | Miss Universe 1965: Platz 2, Miss Scandinavia 1966: Platz 3 |
| 3. Schweden             | Ingrid Norrman                 | Ingrid Norrman                      | Miss Universe 1965: Platz 4                                 |
| 4. Spanien              | Alicia Borrás                  | Alicia Borrás                       | Miss Universe 1965                                          |
| 5. Dänemark             | Yvonne Hanne Ekman             |                                     | Miss World 1965: Semifinale                                 |
| Weitere Teilnehmerinnen |                                |                                     |                                                             |
| Belgien                 | Lucy Emilie Nossent            | Lucy Nossent                        | Miss Universe 1965, Miss World 1965                         |
| England                 | Jennifer Warren Gurley         |                                     | Miss Universe 1965                                          |
| Frankreich              | Christiane Sibellin            | Christiane Sibellin                 | Miss World 1965: Semifinale                                 |
| Griechenland            | Evgenia Ksagorari              | Ευγενία Ξαγοράρη (Evgenia Xagorari) |                                                             |
| Holland                 | Anja Schuit                    | Anja (Maria) Schuit                 | Miss Universe 1965: Platz 5                                 |
| Irland                  | Mairead Cullen                 |                                     | Miss World 1965                                             |
| Island                  | Sigrun Vignisdóttir            | Sigrún Vignisdóttir                 | Miss World 1965                                             |
| Italien                 | Anna Maria De Melgazzi         |                                     |                                                             |
| Luxemburg               | Marie-Anne Geisen              | Marie-Anne Geisen                   | Miss Universe 1965, Miss World 1965                         |
| Norwegen                | Britt Aaberg                   | Britt Aaberg                        | Miss Universe 1965                                          |
| Österreich              | Carin Ingberg Schmidt          | Carin Schmidt                       | Miss Universe 1965                                          |
| Schweiz                 | Yvette Revelly                 | Yvette Revelly                      | Miss Universe 1965                                          |
| Türkei                  | Mürüvvet Seyfioğlu             | Mürüvvet Seyfioğlu                  |                                                             |